# Vicus von Wiesloch

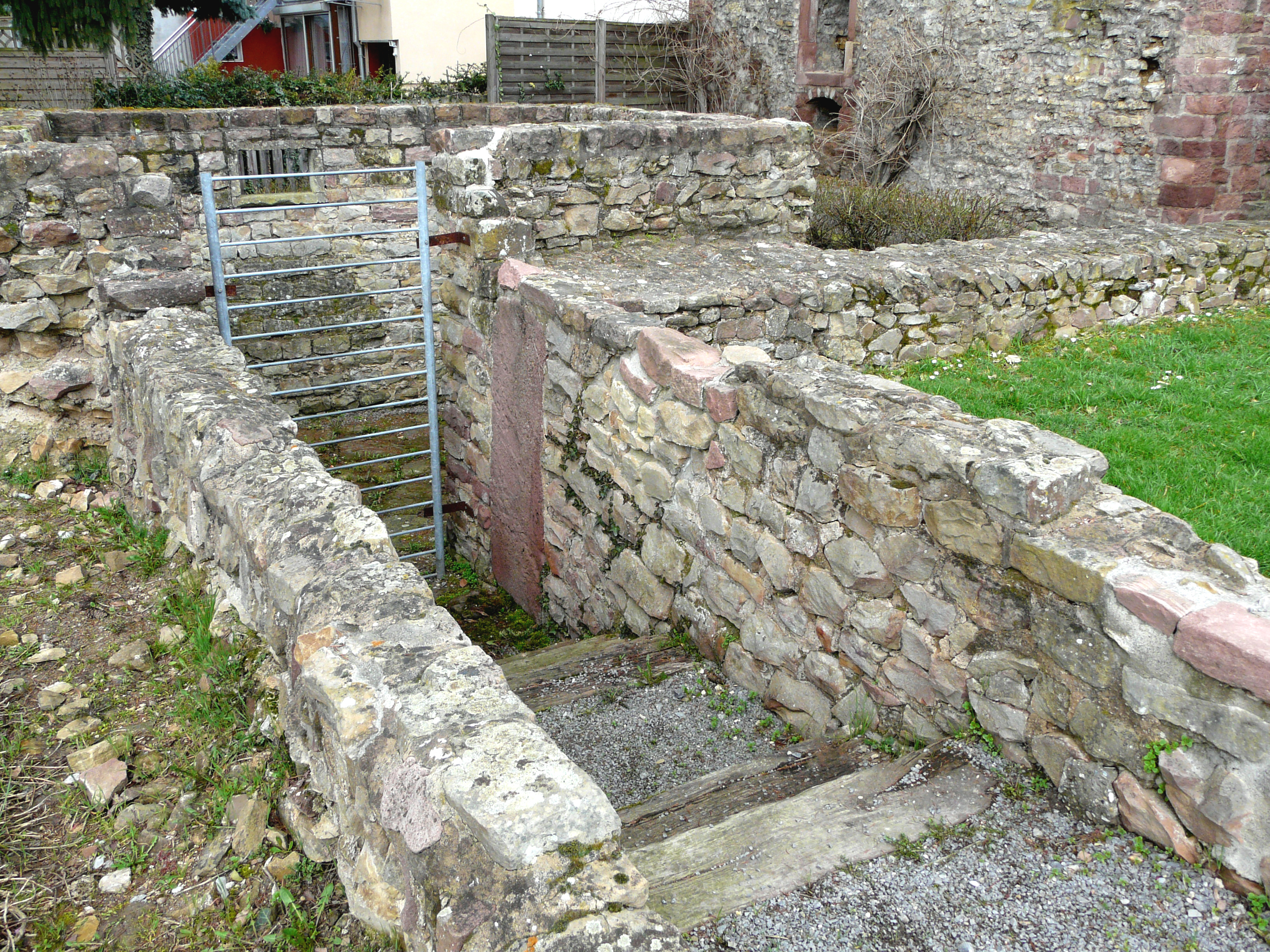
Steinkeller aus dem Vicus von Wiesloch
(jetzt in den Innenstadtbereich versetzt)

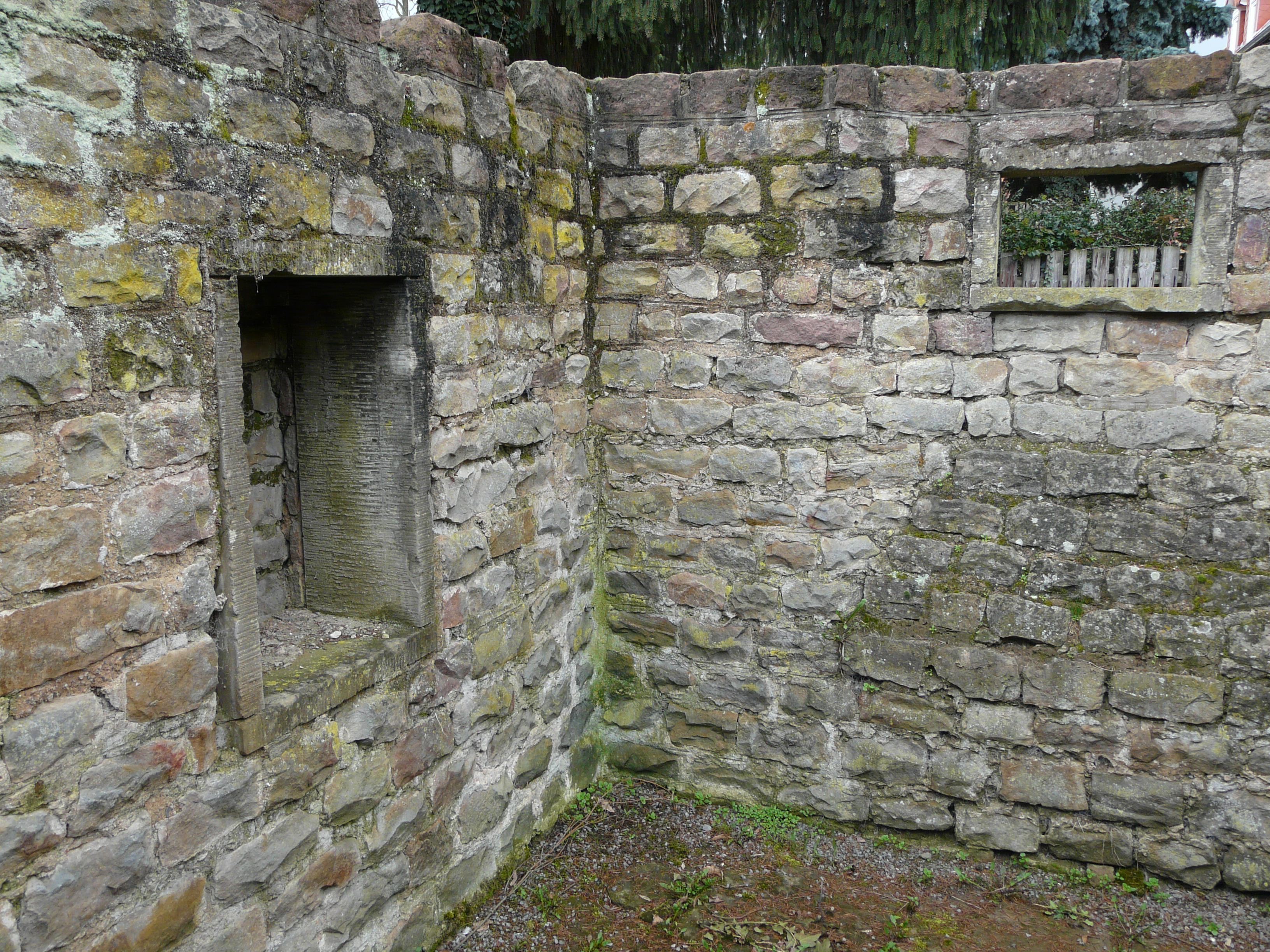
Steinkeller aus dem Vicus von Wiesloch
(jetzt in den Innenstadtbereich versetzt)

Der Vicus von Wiesloch war eine römische Zivilsiedlung (Vicus) auf dem Gebiet des heutigen Wiesloch, einer Stadt des Rhein-Neckar-Kreises in Baden-Württemberg. Der antike Name der Siedlung ist unbekannt.

## Forschungsgeschichte
Bereits 1851 waren im Inneren des nicht allzu weit entfernten Stollensystems eines römischen Zinkerzbergwerkes im Gewann „Hessel“, zwischen Wiesloch, Nußloch und Baiertal, sechs römische Münzen aus der Zeit zwischen 69/71 (Vespasian) und 242/244 (Gordian III.) sowie aufbereitete Zink- und Bleierze zum Vorschein gekommen. Im Jahr 1896 fand man im heute bekannten Vicus-Areal zwei kleine Häuser mit Kellern sowie ein Sandsteinrelief der Göttin Epona. Seit 1987 wurden vom Landesdenkmalamt Baden-Württemberg Ausgrabungen durchgeführt, bei denen ein Mithrastempel und ein gallorömischer Umgangstempel freigelegt wurden. Bis 1996 wurde eine Fläche von insgesamt rund sechs Hektar archäologisch untersucht.

## Lage
Topographisch befindet sich der Vicus am Fuße eines Gebirgssporns, der sich als Ausläufer des Kraichgaus fast drei Kilometer weit nach Westen in die Oberrheinische Tiefebene erstreckt. An seinem südlichen und an seinem westlichen Rand wird dieser Sporn vom Leimbach umflossen. Diese exponierte und zu Siedlungszwecken günstige Lage führte zu einer frühen und kontinuierlichen Anwesenheit des Menschen. Aus der Zeit der Linearbandkeramischen Kultur konnten einige Abfallgruben nachgewiesen werden. Die Schnurkeramiker und die Menschen der Hügelgräberbronzezeit hinterließen etliche Grablegungen. Von der Urnenfelderkultur zeugen die Keller und Gruben einer offenbar größeren Siedlung und auf die Hallstattzeit schließlich weisen wieder einige Gräber hin.
Aus heutiger siedlungsgeographischer Sicht befindet sich das Bodendenkmal im westlichen Bereich der Wieslocher Gemarkung, rund zwei Kilometer außerhalb des Stadtkerns, in einem Weinäcker genannten Gewerbegebiet, ungefähr an der Stelle, an der die Bundesstraße 3 von der Schwetzinger Straße, die Wiesloch mit Walldorf verbindet, gekreuzt wird.
In antiker Zeit befand sich hier ein bedeutender Verkehrsknotenpunkt. Die römische Fernstraße, die so genannte „rechtsrheinische Rheintalstraße“, die von Heidelberg bzw. Lopodunum/(Ladenburg) kommend, über Aquae/(Baden-Baden) bis nach Basilia/(Basel) führte, kreuzte an dieser Stelle eine Trasse, die von Noviomagus/(Speyer) zum Vicus Alisinensium (Bad Wimpfen) und dem Kastell Wimpfen im Tal führte.

## Befunde und Funde
Wie in anderen Römersiedlungen waren die Grundstücksparzellen lang und rechteckig und die Streifenhäuser wiesen mit ihren Giebelfronten zur Straße hin. In den vorderen, meist mit portikusartigen Vordächern versehenen Eingangsbereichen befanden sich in der Regel die Werkstätten oder Verkaufsräume. Dahinter lagen die Wohn- und Lagerräume. Der Keller befand sich im vorderen Hausbereich. Brunnen und Abfallgruben lagen im nicht überbauten, hinteren Grundstücksareal. Die Ausdehnung der Ortschaft um das Jahr 200 betrug ungefähr 300 m von Nord nach Süd und etwa 190 m von West nach Ost. Ein Areal des Vicus wurde als „Handwerkerviertel“ angesprochen. Neben den üblichen Handwerksbetrieben zeugten dort hohe Schlackekonzentrationen von Eisen- und Buntmetallschmieden. Die verwendeten Erze, darunter Galmei und silberhaltiger Bleiglanz stammten vermutlich aus den oben erwähnten Lagerstätten des Oberen Muschelkalks an der Gemarkungsgrenze zum benachbarten Nußloch. Galmei wurde zur Produktion von Messing benötigt. Der in Deutschland singuläre Fund zweier Bleiglättezapfen spricht für eine Verarbeitung von silberhaltigem Bleiglanz zu Silber nach einem Verfahren, das schon von Plinius dem Älteren beschrieben worden war. Ebenfalls einzigartig für den Raum nördlich der Alpen ist der Fund einer so genannten mensa ponderaria, eines Eichtisches zur Bestimmung von Hohlmaßen.

Fundmaterial aus dem Wohn- und Gewerbebereich sowie der Nekropole des Wieslocher Vicus
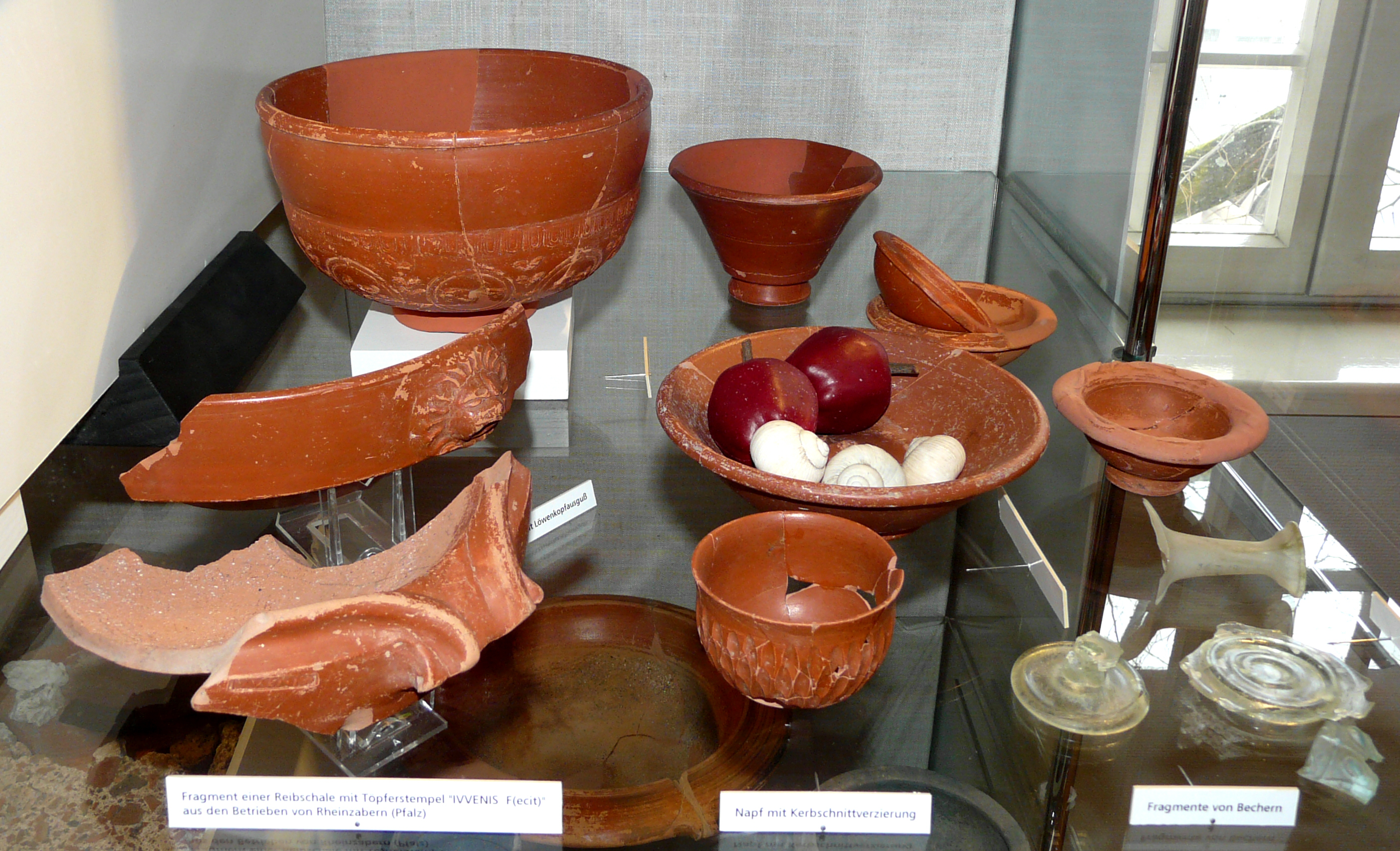
Terra Sigillata aus dem Vicus
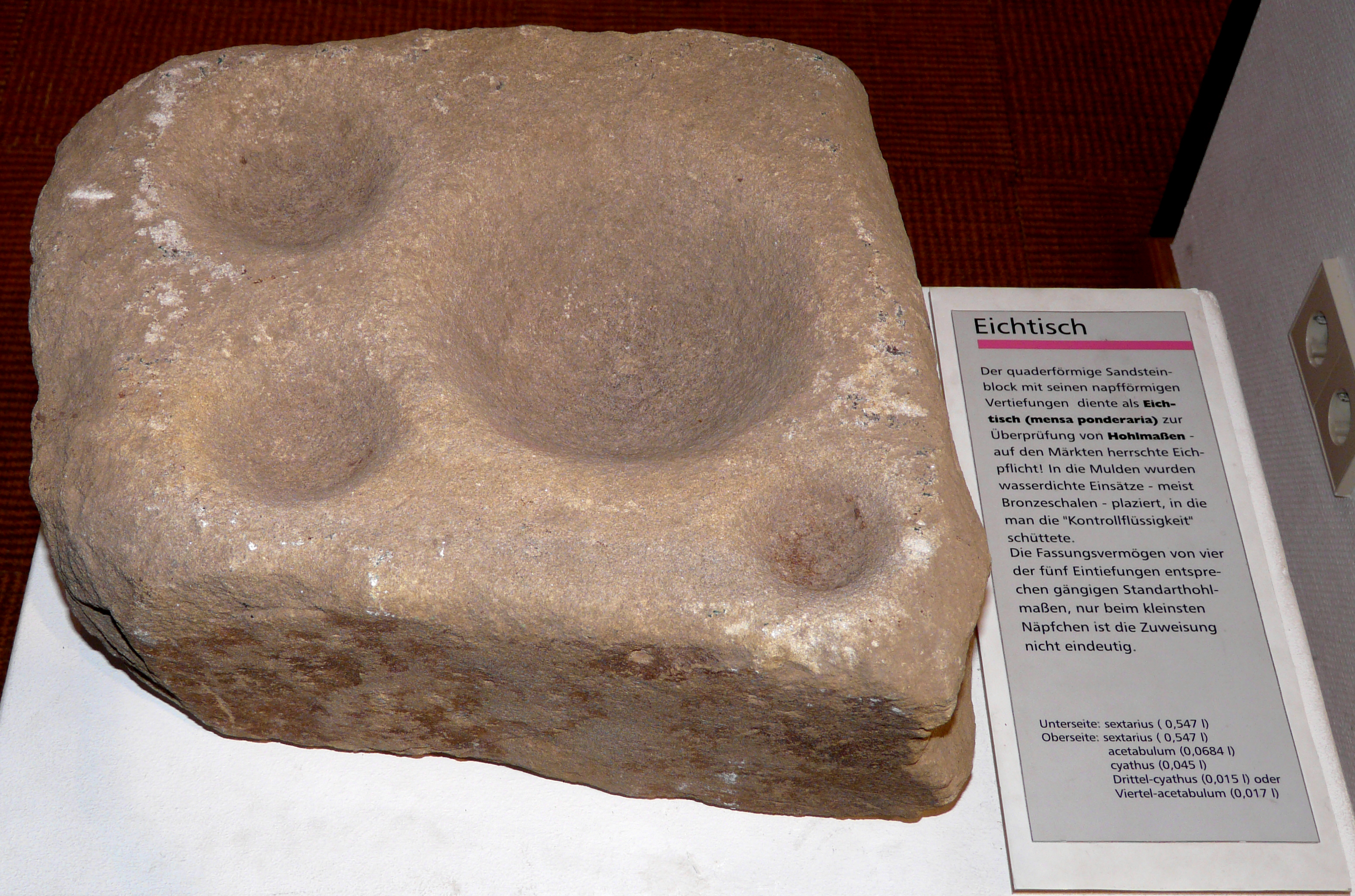
Eichtisch (mensa ponderaria) aus dem Vicus
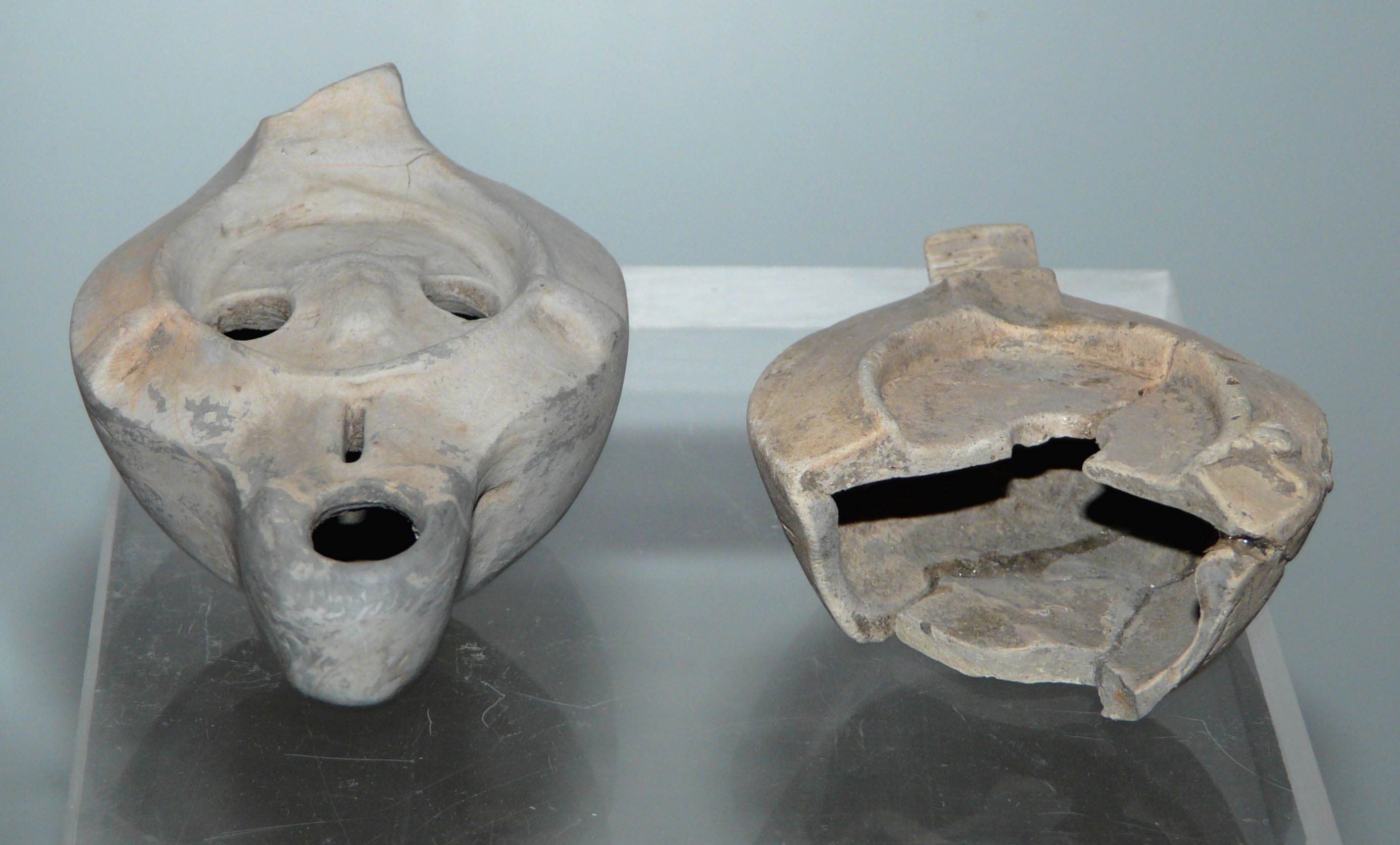
Öllämpchen aus dem Gräberfeld
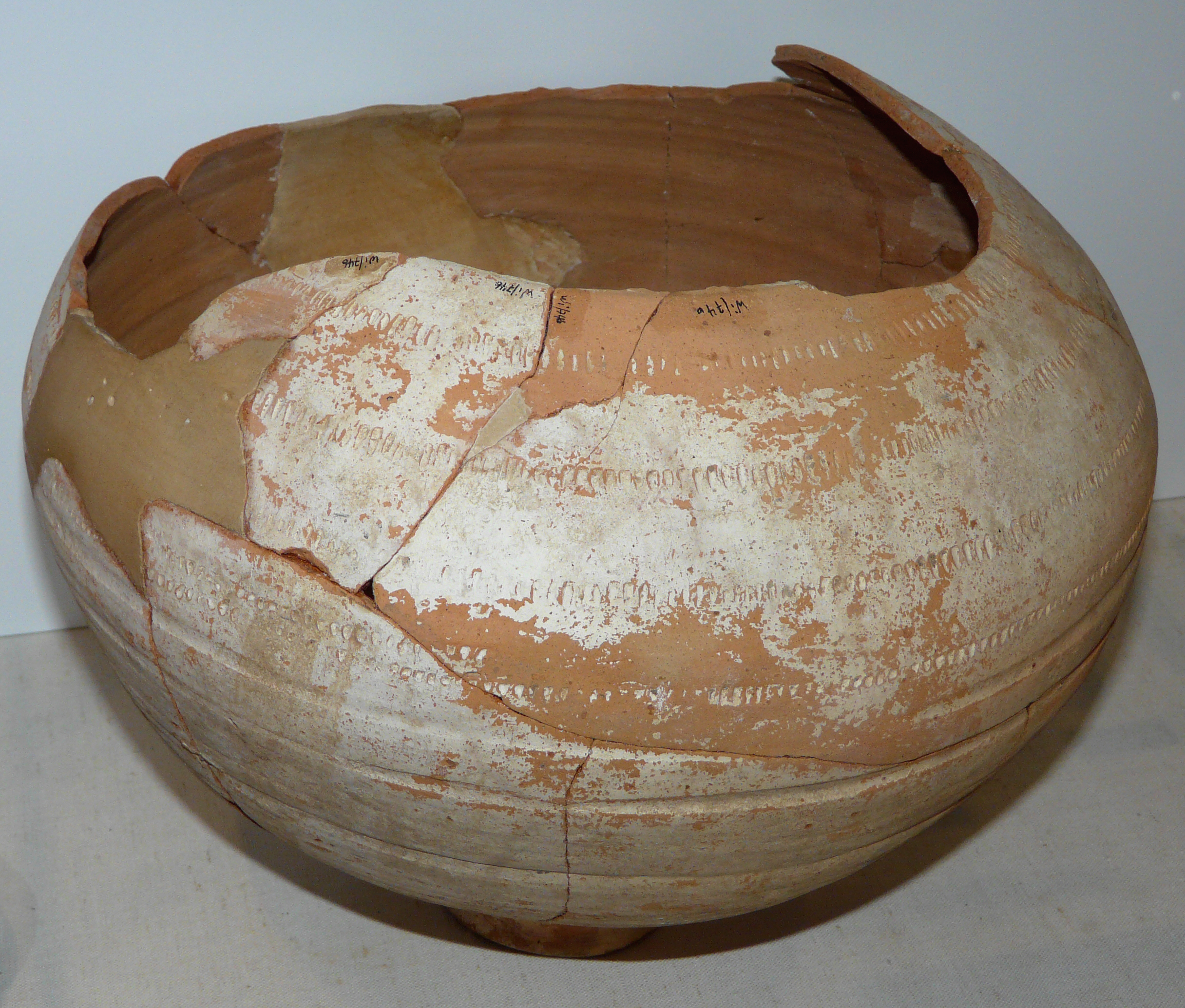
Keramik aus einem Töpferofen des Vicus
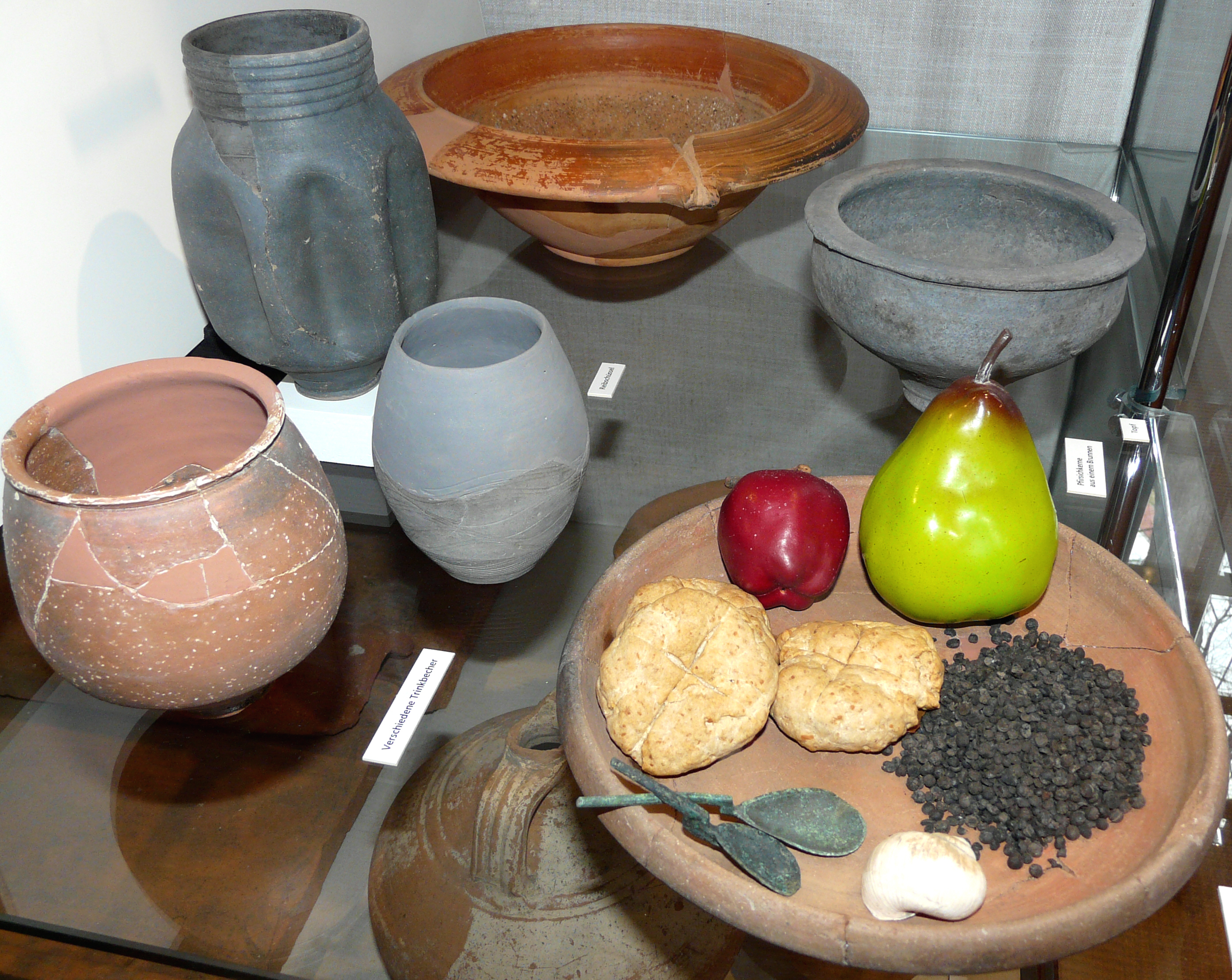
Verschiedene Keramiktypen aus Wiesloch
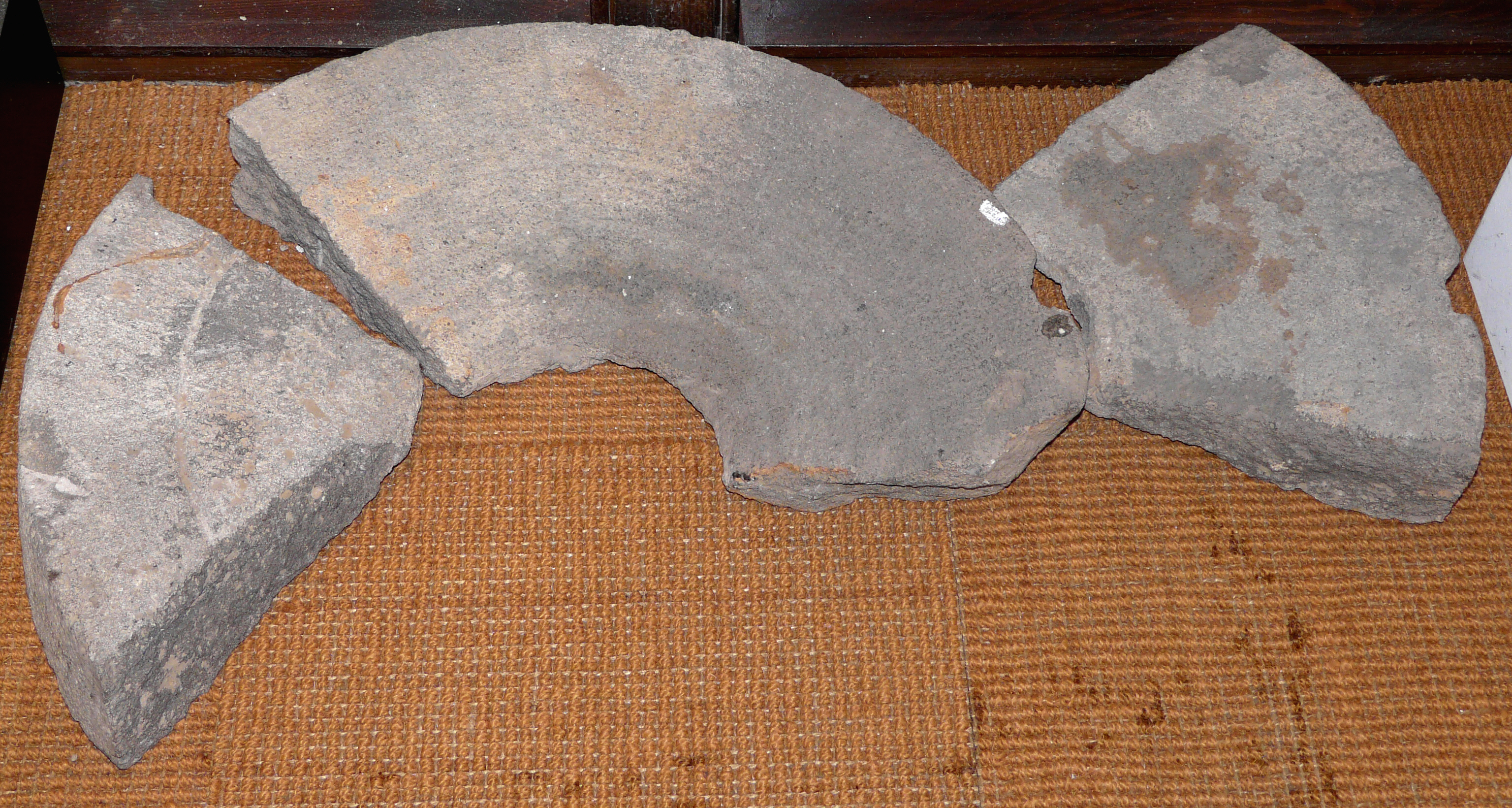
Mahlstein aus dem Vicus

Am nordöstlichen Rand der Siedlung konnte ein Mithräum mit einer Größe von 5,70 m mal 4,60 m vollständig freigelegt werden. Das Mithräum wies zwei Bausphasen auf. Es war zunächst in seinem unteren, in den Fels gegrabenen Bereich in Holz-Erde-Bauweise und im Aufgehenden in Fachwerk ausgeführt gewesen. Eine Brandschicht wies auf die Zerstörung der ersten Bauphase durch ein Schadensfeuer. In seiner zweiten Bauphase war es im unteren Bereich zum größten Teil mit Trockenmauerwerk und nur im mittleren Abschnitt der Westmauer mit Mörtel gemauert worden. In diesem Bereich dürfte sich das Kultbild des Mithras befunden haben, dessen Größe dem des Kastells Osterburken entsprochen haben könnte. Das Aufgehende bestand vermutlich auch in der zweiten Bauphase aus Lehmfachwerk. Das Mithräum von Wiesloch bot lediglich Platz für maximal ein Dutzend Männer und befand sich vermutlich knapp außerhalb der Ortschaft. Darauf weist der Umstand hin, dass in seiner unmittelbaren Nähe zwei Bestattungen vorgenommen worden waren, was nach römischem Gesetz nur außerhalb des bewohnten Siedlungsbereiches gestattet war. Die Bestattungen waren in der Mitte des zweiten Jahrhunderts bzw. in aurelischer Zeit vorgenommen worden und bestanden im ersten Fall aus einem Brandgrubengrab und im zweiten Fall aus einem Brandschüttungsgrab. Beim Altar wurde ein wohl als Opfergabe gedachter Bleiglanzbrocken entdeckt. Während das Mithräum von schlichter, einfacher Bauweise war, befand sich ein qualitativ hochwertig gestalteter gallorömischen Umgangstempel im Süden des Vicus nahe dem Leimbach. Dieser war vermutlich kulturell wie gesellschaftlich von größerer Bedeutung. Ein auffälliges Fundstück aus diesem Bereich ist ein Weiherelief für den „Genius des Mars Cenabetius“, einer gallo-römischen Gottheit. Gestiftet worden war es von einem gewissen Caius Amonius Quintus, der somit als erster namentlich bekannter Wieslocher Bürger gelten dürfte.

Fundmaterial aus den Kultbereichen des Wieslocher Vicus
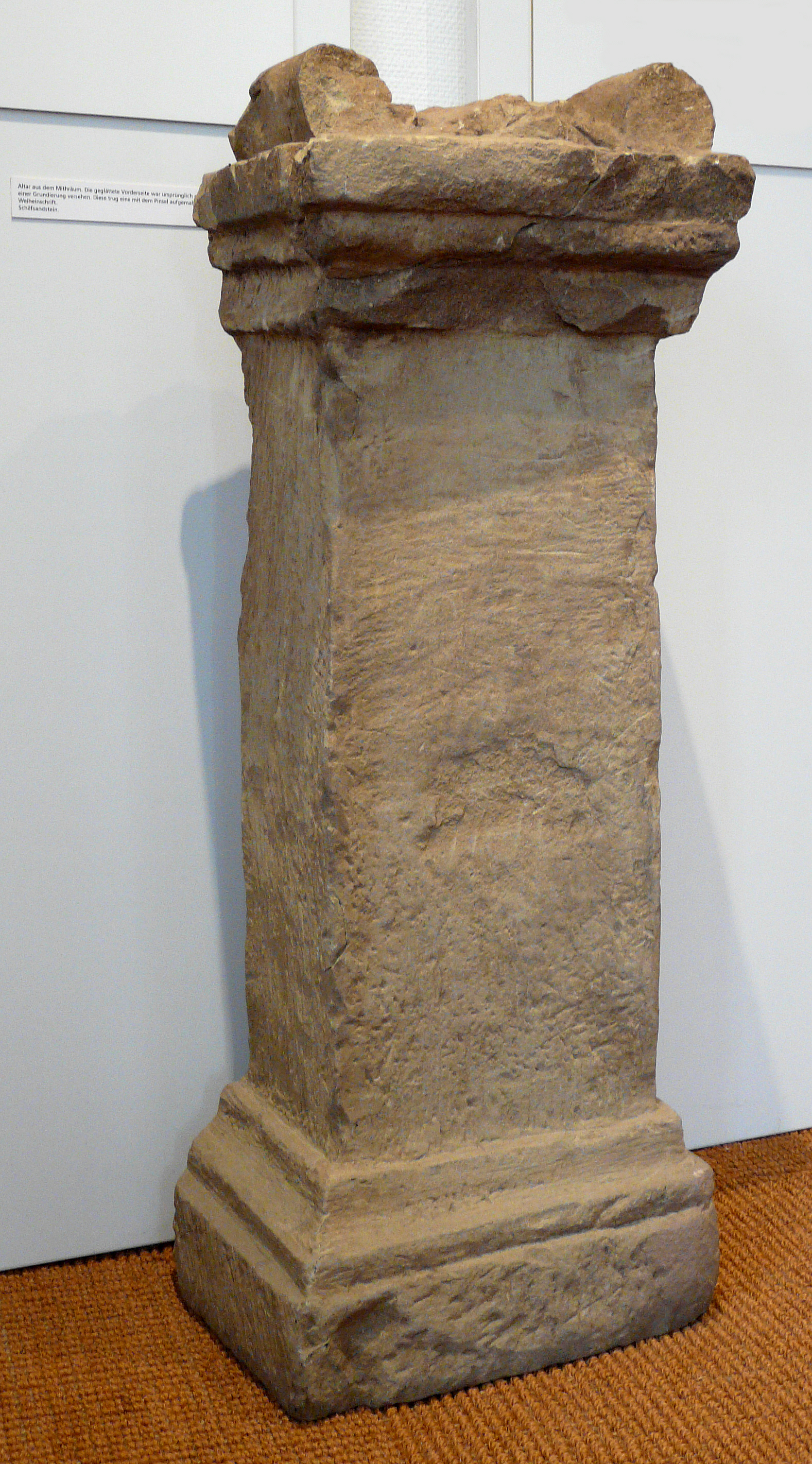
Altarstein aus dem Mithräum
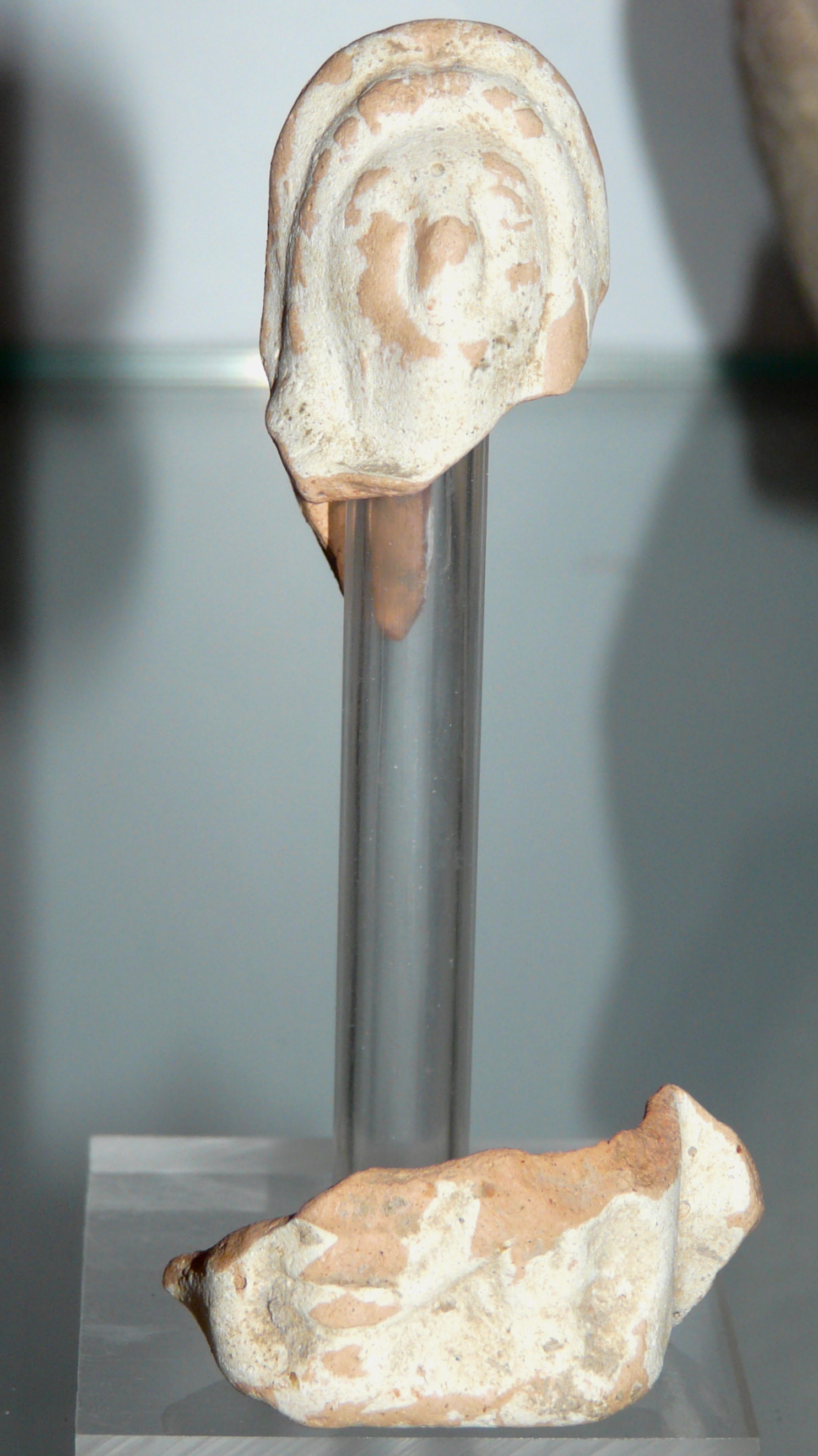
Votivfigur einer sitzenden Muttergottheit
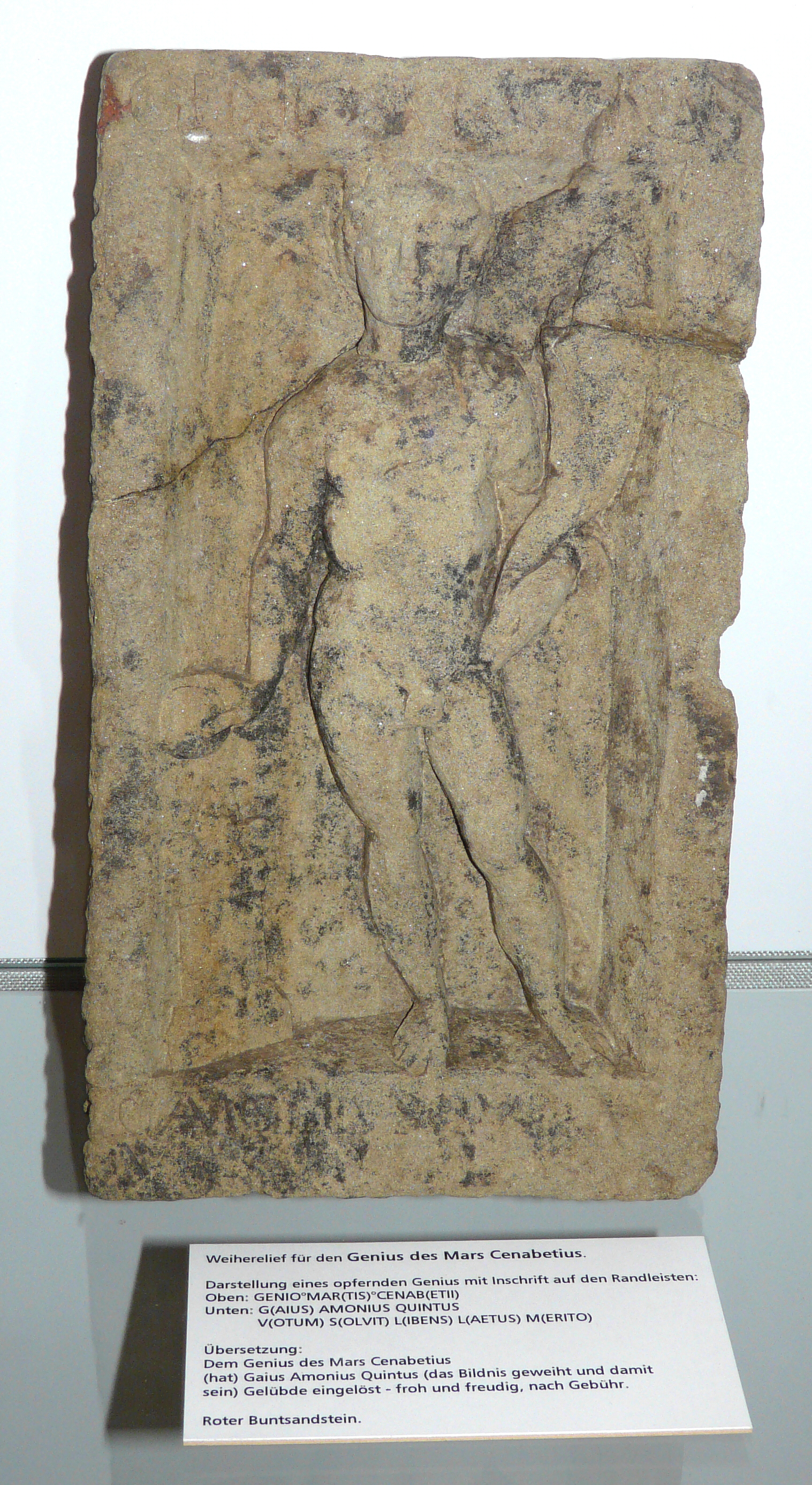
Weiherelief für den Genius des Mars Cenabetius aus dem gallo-römischen Umgangstempel, um 170 bis 230, AE 1992, 01282
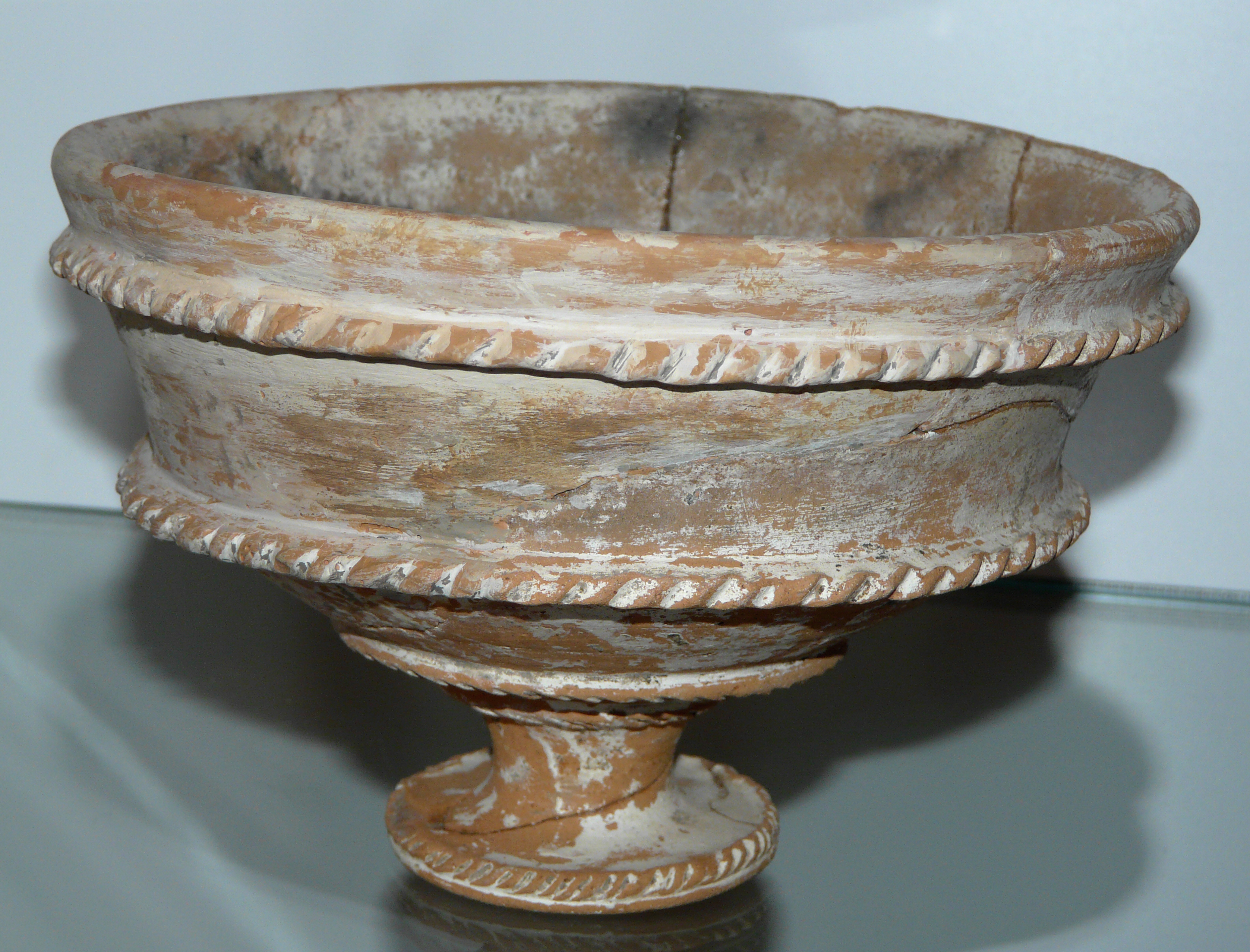
Räucherschale aus dem Mithräum
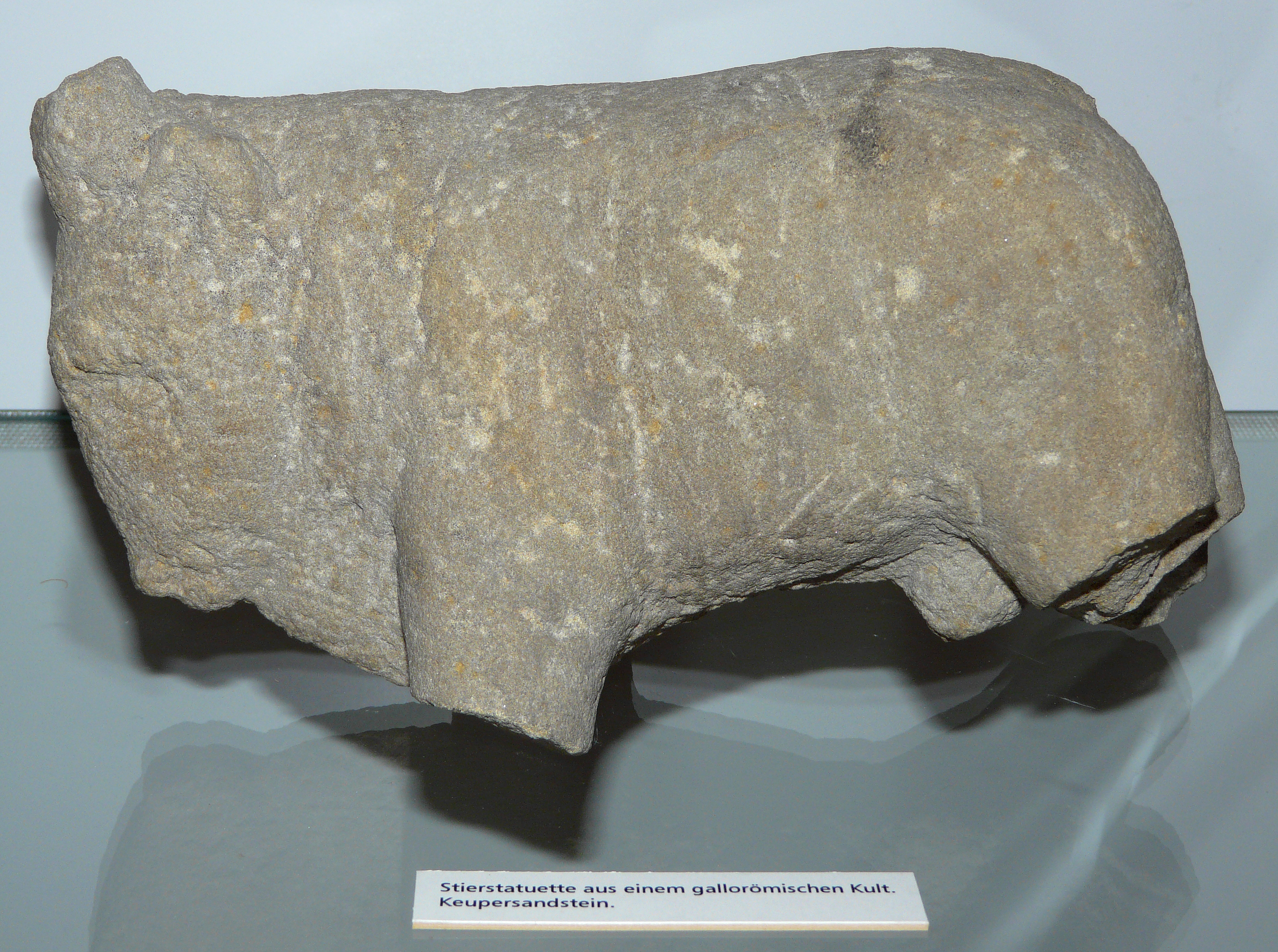
Stierstatuette aus dem Mithräum
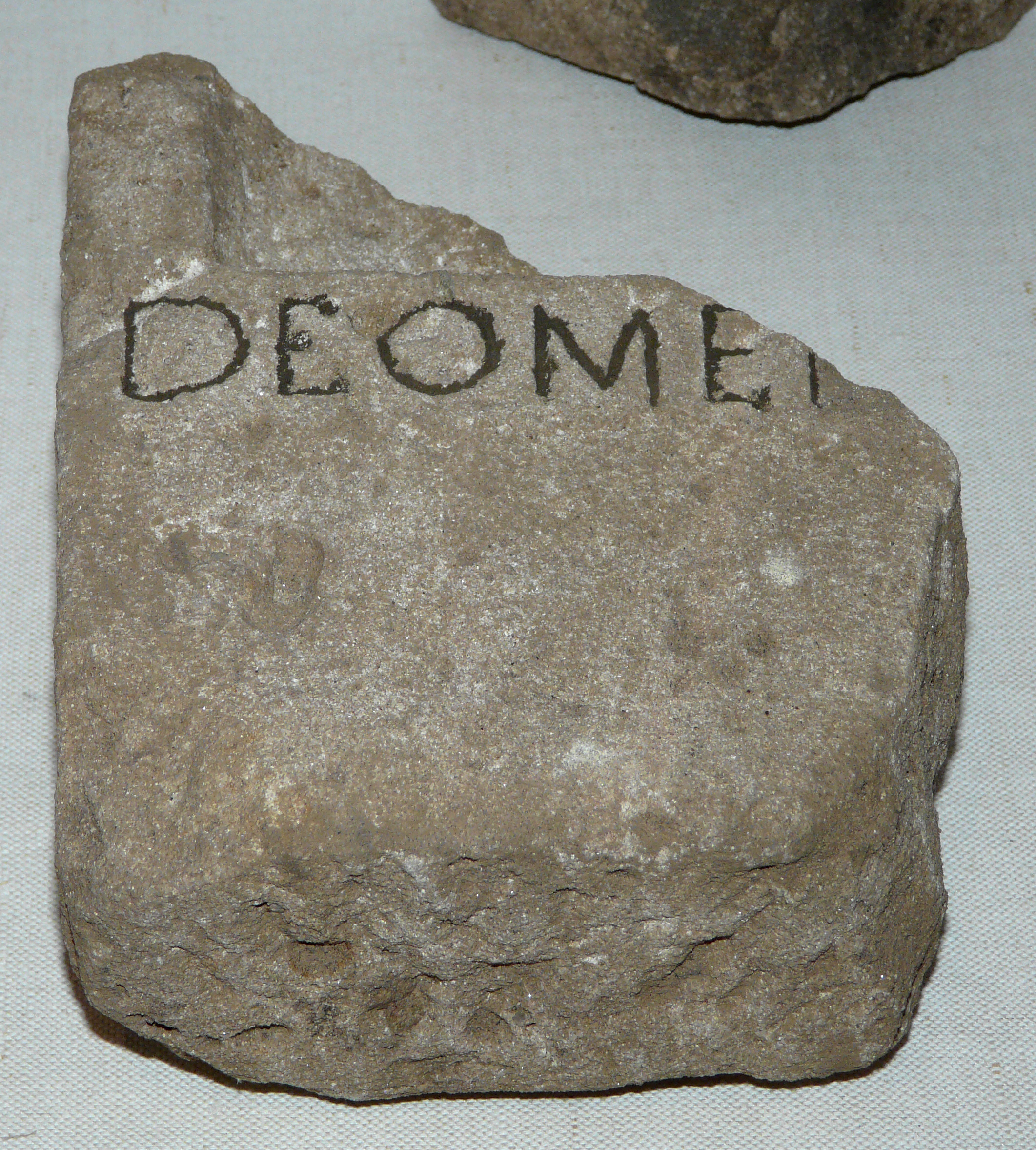
Weiherelief für Merkur, um 170 bis 230, AE 1998, 00991

Noch nicht entdeckt worden ist das öffentliche Badgebäude, auch konnten von der zu erwartenden Nekropole bislang insgesamt nur vier Bestattungen nachgewiesen werden.

## Geschichte
Bereits unter Vespasian (69–70) war das Gebiet des heutigen Wiesloch unter römische Kontrolle geraten. Unter Trajan (98–117) war die Civitas Ulpia Sueborum Nicrensium (Bürgerschaft der Neckarsueben) mit ihrem Verwaltungssitz Lopodunum (Ladenburg) begründet worden. Spätestens unmittelbar anschließend erfolgte die Erschließung und Besiedlung des Umlandes, so dass man den Ursprung des Wieslocher Vicus in der Zeit zwischen 110 und 120 annehmen kann. Möglicherweise entstand er zeitgleich mit der Steinbauphase der Villa rustica bei Walldorf, mit der er durch einen vom Leimbach aus dorthin führenden Kanal verbunden war.
Die Häuser waren zunächst in Holz und Fachwerkbauweise errichtet worden. Ab der Mitte des zweiten Jahrhunderts wurde bei den Gebäudefundamenten, den Kellern und den Brunnen zunehmend die Steinbauweise angewendet, die Dächer wurden mit Schiefer- und Ziegelplatten eingedeckt. Seine größte flächenmäßige Ausdehnung (190 m × 300 m = 5,7 Hektar) und seinen höchsten Wohlstand erreichte der Vicus ausweislich der Befunde und des Fundmaterials um das Jahr 200. Im zweiten Viertel des dritten Jahrhunderts wurde er, möglicherweise durch einen Überfall der Alamannen, großflächig zerstört. Es erfolgt zwar ein nochmaliger Wiederaufbau mit geringwertigerem Baumaterial, in qualitativ schlechterer Bauausführung und geringerer Besiedlungsdichte, jedoch spätestens in den Jahren 259/260 wurde die Siedlung endgültig aufgegeben. Für die Unsicherheit dieser Zeit spricht auch eine Veränderung der sakralen Gewohnheiten: die Bewohner legten nur knapp zehn Jahre vor dem Untergang einen neuen Kultplatz an, an dem auch Fleischopfer nachgewiesen werden konnten. Der Mithrastempel hingegen war bereits früher aufgegeben und planmäßig geräumt worden, wofür die Verfüllung seines unterirdischen Teiles mit entsprechend datierbaren Abfällen spricht.
Nach dem Abzug der Römer scheint der Vicusbereich für einige Zeit verwaist gewesen zu sein. Gesicherte alamannische Siedlungsspuren sind erst wieder für die Mitte des vierten Jahrhunderts bezeugt.

## Befundsicherung, Fundverbleib und Bodendenkmalschutz

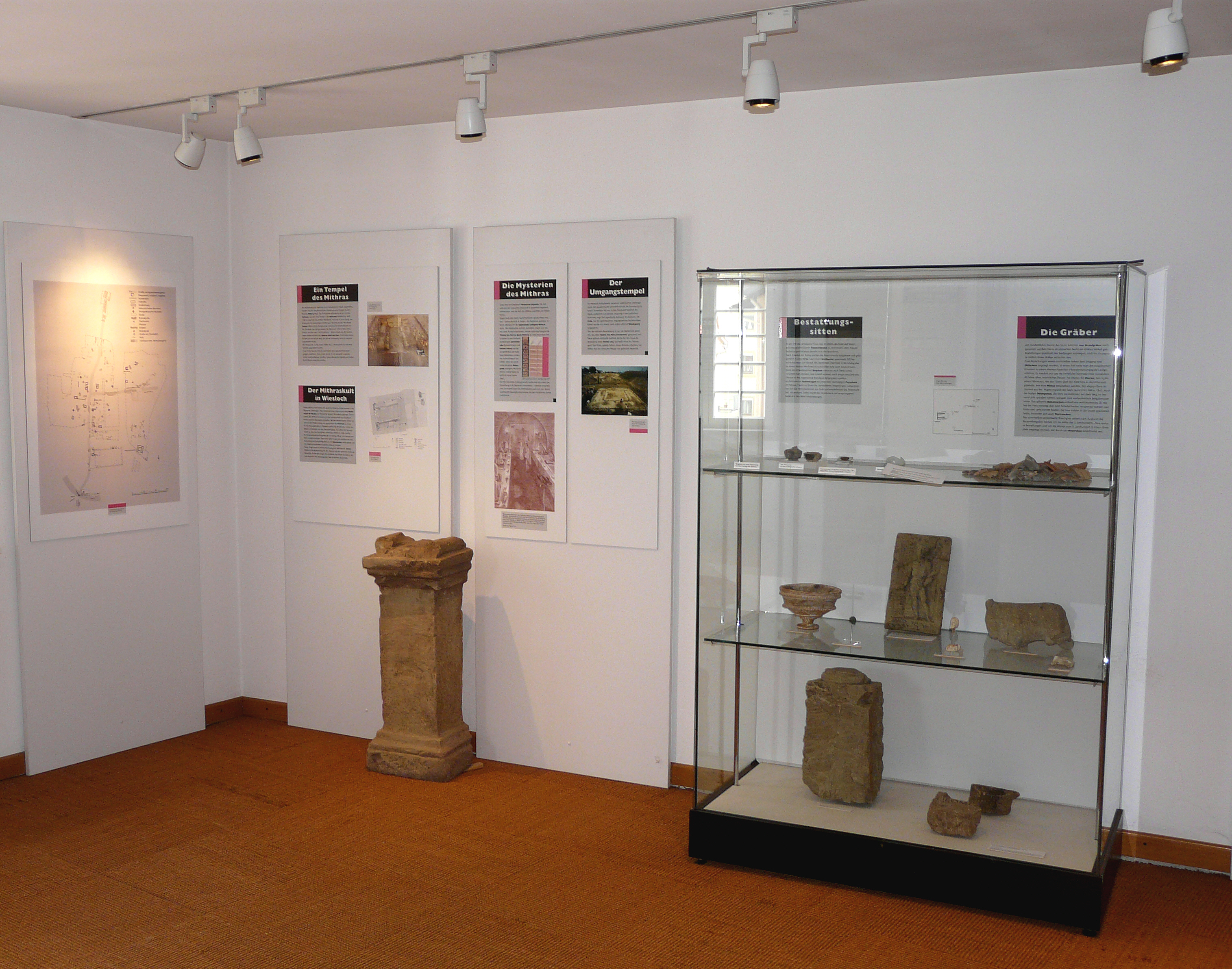
Ausstellungsraum im Städtischen Museum „Dörndl“

Im Gelände selbst ist von der ehemaligen römischen Besiedlung nichts mehr zu sehen. Ein steinerner Keller aus dem Vicusbereich wurde im heutigen Stadtzentrum, gegenüber dem Städtischen Museum „Dörndl“ originalgetreu wiederaufgebaut und kann besichtigt werden. Teile des Fundmaterials werden in den Räumen des Museums präsentiert.
Der Vicus von Wiesloch ist ein Bodendenkmal im Sinne des Denkmalschutzgesetzes des Landes Baden-Württemberg (DSchG). Nachforschungen und gezieltes Sammeln von Funden sind genehmigungspflichtig, Zufallsfunde an die Denkmalbehörden zu melden.